# Poa masenderana
Poa masenderana är en gräsart som beskrevs av Josef Franz Freyn och Paul Ernst Emil Sintenis. Poa masenderana ingår i släktet gröen, och familjen gräs. Inga underarter finns listade i Catalogue of Life.